# Đại Việt lịch triều đăng khoa lục
Đại Việt lịch triều đăng khoa lục (大越歷朝登科錄) còn gọi là Đỉnh khiết Đại Việt lịch triều đăng khoa lục (鼎鍥大越歷朝登科錄)  là bộ sách gồm 4 quyển ghi lại các khoa thi Hội và danh sách những người đỗ đạt trong các khoa thi đó, bắt đầu từ khoa Ất Mão (1075) đến khoa Kỷ Hợi (1779). Đây là bộ sách in mộc bản hoàn thành vào năm Cảnh Hưng 40 (1779), do Vũ Miên, Phan Trọng Phiên và Uông Sĩ Lãng biên tập; Nguyễn Hoãn hiệu đính. Sách trở thành công cụ quan trọng để tra cứu các vị đỗ đại khoa cùng quê quán và khoa thi của họ đồng thời góp thêm tư liệu nghiên cứu về khoa cử ở nước ta.
(1) Nguyễn Hoãn (1713 - 1791): Người xã Lan Khê, huyện Nông Cống, tỉnh Thanh Hóa, đỗ Tiến sĩ khoa Quý Hợi, niên hiệu Cảnh Hưng 4 (1743).
(2) Vũ Miên (1718 - 1782): Người xã Xuân Lan, huyện Lương Tài, nay thuộc tỉnh Bắc Ninh, đỗ tiến sĩ khoa Mậu Thìn, niên hiệu Cảnh Hưng 9 (1748).
(3) Phan Trọng Phiên (1734 - 1809): Còn có tên là Phan Lê Phiên, người xã Đông Ngạc, huyện Từ Liêm, nay thuộc ngoại thành Hà Nội, đỗ tiến sĩ khoa Đinh Sửu, niên hiệu Cảnh Hưng 18 (1757).
(4) Uông Sĩ Lãng (1735 - 1802): Nguyên tên Uông Sĩ Điển, đổi thành Uông Sĩ Lãng. Người xã Vũ Nghị, huyện Thanh Lan, nay thuộc tỉnh Thái Bình. Ông đỗ Tiến sĩ khoa Bính Tuất, niên hiệu Cảnh Hưng 27 (1766). Ông là con của danh sĩ Uông Sĩ Đoan.
Trong thập niên 1960, Dịch giả Tạ Thúc Khải của Bộ Quốc gia Giáo dục nước Việt Nam Cộng hòa đã tổ chức biên dịch và xuất bản Quyển 1 (năm 1963) và quyển 2 (năm 1968).